# Ода Нобутада
О́да Нобута́да (яп. 織田信忠, おだのぶただ, 1557 — 21 червня 1582) — японський політичний діяч, полководець періоду Сенґоку. Голова самурайського роду Ода (1577—1582). Старший син Оди Нобунаґи.

## Біографія
Ода Нобутада народився 1557 року в родині Оди Нобунаґи, володаря провінції Оварі. 1572 року він вперше взяв участь у бойових діях, атакувавши позиції Адзаї Наґамаси в північній частині провінції Омі. 1574 року Нобутада був одним із командирів батькового війська під час придушення буддистських повстанців з Наґасіми, а 1575 року командував одним із загонів під час переможної битви при Наґасіно. За заслуги він отримав від Імператорського двору почесні титули Дева-но-суке та Акітадзьо-но-суке.
В грудні 1575 року Нобутада отримав від батька головування в роді Ода, став господарем замку Ґіфу і володарем провінцій Оварі та Міно. 1577 року він брав участь у поході проти партії Сайґа у провінцію Кії, а також придушив заколот Мацунаґи Хісахіде в провінції Ямато. Того ж року Нобутаду нагородили третім чиновницьким рангом і титулом генерала Імператорської гвардії.
Протягом 1578—1580 років Нобутада керував військами в поході на провінцію Харіма, боях з буддистськими сектантами монастиря Ісіяма Хонґандзі в Осаці та штурмі замку Аріока повсталого полководця Аракі Мурасіґе. 1582 року він був командиром авангарду під час карального походу проти Такеди Кацуйорі, володаря східнояпонської провінції Кай. Після знищення Такеди, Нобутада спалив живцем Кайсена Дзьокі, настоятеля монастиря Еріндзі, за укриття ворогів.
В червні 1582 року, в ході підготовки до кампанії проти західнояпонського роду Морі, Нобутада квартирувався з оточенням у столичному монастирі Мьокакудзі. Коли армія заколотників на чолі з Акеті Міцухіде напали на ставку його батька в монастирі Хоннодзі, він відступив до замку Нідзьо, де декілька годин оборонявся від атак ворога. Не маючи достатнього війська, Нобутада був змушений вчинити сеппуку, щоби не потрапити в полон. Після його смерті головування в роді Ода успадкував його малолітній син Ода Хіденобу, що згодом прийняв християнство.